# Bänkvälling
Bänkvälling är en gammal rätt, särskilt på Öland och Gotland, bestående av alla matrester; välling, gröt, fisk med mera, som under veckan samlats i en ho under bordbänken.
Hade man bråttom kunde hons innehåll ätas kallt, men i regel kokades det till en välling för lördagens kvällsmat. Benämningen bänkvälling användes också på en i Värmland förekommande rätt av surmjölk, i vilken man rört mjöl.